# James Lassiter
James Lassiter (...) è un produttore cinematografico statunitense, cofondatore assieme a Will Smith della Overbrook Entertainment.

## Biografia
Cresciuto nell'area periferica di Filadelfia, dove conosce il vicino di casa DJ Jazzy Jeff, noto per aver formato un duo rap con Will Smith, grazie a lui ha modo di conoscere Smith con il quale inizia una prolifica collaborazione d'affari. Tra il 1997 e il 1999 Lassiter e Smith fondano la Overbrook Entertainment, società che produce musica, film e programmi televisivi. La società prende il nome dalla scuola frequentata da Lassiter e Smith, la Overbrook High School.
Lassiter ha prodotto molti film di successo con protagonista l'amico Will Smith, Alì, Io, robot e Hitch - Lui sì che capisce le donne. Nel 2006 produce La ricerca della felicità, esordio americano del regista italiano Gabriele Muccino, con protagonista sempre Smith. Tra il 2004 e il 2007 è produttore esecutivo della sit-com All of Us. Produce altri successi cinematografici di Will Smith come Io sono leggenda e Hancock.
Con la Overbrook Entertainment produce i film La vita segreta delle api e La terrazza sul lago, nel 2008 torna a produrre la coppia Muccino-Smith in Sette anime ed è produttore esecutivo dell'esordio alla regia di Jada Pinkett Smith.

## Filmografia parziale
- Salvare la faccia (Saving Face), regia di Alice Wu (2004)
- Hitch - Lui sì che capisce le donne (Hitch), regia di Andy Tennant (2005)
- Io sono leggenda (I Am Legend), regia di Francis Lawrence (2007)
- Sette anime (Seven Pounds), regia di Gabriele Muccino (2008)
- La vita segreta delle api (The Secret Life of Bees), regia di Gina Prince-Bythewood (2008)
- Hancock, regia di Peter Berg (2008)
- La terrazza sul lago (Lakeview Terrace), regia di Neil LaBute (2008)
- The Karate Kid - La leggenda continua (The Karate Kid), regia di Harald Zwart (2010)
- After Earth, regia di M. Night Shyamalan (2013)
- Annie - La felicità è contagiosa (Annie), regia di Will Gluck (2014)
- Cobra Kai - serie TV, (2018-in corso)
- Charm City Kings, regia di Ángel Manuel Soto (2020)
- Bad Boys for Life, regia di Adil El Arbi e Bilall Fallah (2020)
- Life in a Year, regia di Mitja Okorn (2020)
- The Harder They Fall, regia di Jeymes Samuel (2021)
- Una famiglia vincente - King Richard (King Richard), regia di Reinaldo Marcus Green (2021)
- Emancipation - Oltre la libertà (Emancipation), regia di Antoine Fuqua (2022)
- The Book of Clarence, regia di Jeymes Samuel (2023)
- Karate Kid: Legends, regia di Jonathan Entwistle (2025)